# Shangluo
Shangluo is een stadsprefectuur in het zuidoosten van de noordelijke provincie Shaanxi, Volksrepubliek China.
Het heeft een zusterstadrelatie met Emmen.